# Sourdeval-les-Bois
Sourdeval-les-Bois és un antic municipi francès, situat al departament de la Manche i a la regió de Normandia. L'1 de gener de 2019 esdevé un municipi delegat, al si del municipi nou Gavray-sur-Sienne. L'any 2007 tenia 165 habitants.

## Demografia

### Població
El 2007 la població de fet de Sourdeval-les-Bois era de 165 persones. Hi havia 68 famílies de les quals 20 eren unipersonals (8 homes vivint sols i 12 dones vivint soles), 28 parelles sense fills i 20 parelles amb fills.
La població ha evolucionat segons el següent gràfic:
Habitants censats

### Habitatges
El 2007 hi havia 123 habitatges, 75 eren l'habitatge principal de la família, 36 eren segones residències i 12 estaven desocupats. 121 eren cases i 1 era un apartament. Dels 75 habitatges principals, 45 estaven ocupats pels seus propietaris, 28 estaven llogats i ocupats pels llogaters i 2 estaven cedits a títol gratuït; 1 tenia una cambra, 2 en tenien dues, 5 en tenien tres, 17 en tenien quatre i 50 en tenien cinc o més. 61 habitatges disposaven pel capbaix d'una plaça de pàrquing. A 31 habitatges hi havia un automòbil i a 36 n'hi havia dos o més.

### Piràmide de població
La piràmide de població per edats i sexe el 2009 era:
| Homes | Edats   | Dones |
| ----- | ------- | ----- |
| 0     | 95 o +  | 0     |
| 0     | 90 a 94 | 0     |
| 4     | 85 a 89 | 4     |
| 0     | 80 a 84 | 0     |
| 0     | 75 a 79 | 4     |
| 8     | 70 a 74 | 0     |
| 12    | 65 a 69 | 12    |
| 8     | 60 a 64 | 4     |
| 4     | 55 a 59 | 4     |
| 0     | 50 a 54 | 0     |
| 8     | 45 a 49 | 8     |
| 8     | 40 a 44 | 16    |
| 12    | 35 a 39 | 4     |
| 0     | 30 a 34 | 12    |
| 4     | 25 a 29 | 0     |
| 0     | 20 a 24 | 12    |
| 12    | 15 a 19 | 12    |
| 20    | 10 a 14 | 8     |
| 0     | 5 a 9   | 8     |
| 0     | 0 a 4   | 4     |

## Economia
El 2007 la població en edat de treballar era de 107 persones, 71 eren actives i 36 eren inactives. De les 71 persones actives 64 estaven ocupades (34 homes i 30 dones) i 7 estaven aturades (3 homes i 4 dones). De les 36 persones inactives 17 estaven jubilades, 8 estaven estudiant i 11 estaven classificades com a «altres inactius».

### Ingressos
El 2009 a Sourdeval-les-Bois hi havia 77 unitats fiscals que integraven 169,5 persones, la mediana anual d'ingressos fiscals per persona era de 14.977 €.

### Activitats econòmiques
Dels 10 establiments que hi havia el 2007, 1 era d'una empresa extractiva, 1 d'una empresa de construcció, 3 d'empreses de comerç i reparació d'automòbils, 1 d'una empresa de transport, 1 d'una empresa d'hostatgeria i restauració, 1 d'una empresa financera, 1 d'una empresa immobiliària i 1 d'una empresa de serveis.
Dels 3 establiments de servei als particulars que hi havia el 2009, 1 era una oficina bancària, 1 fusteria i 1 restaurant.
L'any 2000 a Sourdeval-les-Bois hi havia 12 explotacions agrícoles que ocupaven un total de 260 hectàrees.

## Poblacions més properes
El següent diagrama mostra les poblacions més properes.